# 金硕洙
金硕洙（韓語：김석수，Kim Suk-Soo，1932年11月20日—），韩国庆尚南道河东郡人，前韩国总理。

## 生平
1956年毕业于延世大学法政学院，1962年美国陆军军法学校毕业。1991年1月至1997年1月任大法官。
2002年9月10日被提名为韩国总理候选人，10月5日获国会通过。2003年2月26日离任。